# 斯普林代爾 (新澤西州蘇塞克斯縣)
斯普林代爾（英語：Springdale）是位於美國新澤西州蘇塞克斯縣的非建制地區。

## 地理
斯普林代爾所處的海拔為高於海平面179米（即587英呎），而該地所採用的時區為UTC-5，即北美东部时区（EST）。同時該地設有夏令時間，為UTC-5調快一小時，即UTC-4（EDT）。